# 马特·里奇
馬菲·湯馬士·"馬特"·列治（英語：Matthew Thomas "Matt" Ritchie，1989年9月10日—）是一名在英格蘭出生的蘇格蘭足球員，場上司職右翼及左閘，出身樸茨茅夫青訓系統，曾效力史雲頓，現時效力英冠球會樸茨茅夫。

## 生平

### 國家隊
列治雖然在英格蘭出生，但由於其蘇格蘭父系的關係而可以代表蘇格蘭參加國際賽，列治的祖父母均來自愛丁堡，而父親阿歷斯亦在當地出生，由於祖父在海軍服役而南下樸茨茅夫。2015年3月25日於國家隊首秀出戰北愛爾蘭。

## 榮譽
史雲頓
- 英格蘭足球乙級聯賽（1）：2011/12年[3]；

般尼茅夫
- 英格蘭足球冠軍聯賽（1）：2014/15年；

個人
- 英乙年度最佳球員（1）：2011/12年[4]；
- 英甲年度最佳球員（1）：2012/13年[5]；
- PFA英乙年度最佳陣容（1）：2011/12年[6]；
- PFA英甲年度最佳陣容（1）：2012/13年；
- PFA英冠年度最佳陣容（1）：2014/15年；

## 外部連結
- 足球数据库：馬特·列治的球员统计数据